# Omonville
Omonville és un municipi francès situat al departament del Sena Marítim i a la regió de Normandia. L'any 2007 tenia 273 habitants.

## Demografia

### Població
El 2007 la població de fet d'Omonville era de 273 persones. Hi havia 94 famílies de les quals 20 eren unipersonals (12 homes vivint sols i 8 dones vivint soles), 35 parelles sense fills i 39 parelles amb fills.
La població ha evolucionat segons el següent gràfic:
Habitants censats

### Habitatges
El 2007 hi havia 104 habitatges, 93 eren l'habitatge principal de la família, 6 eren segones residències i 5 estaven desocupats. 96 eren cases i 2 eren apartaments. Dels 93 habitatges principals, 75 estaven ocupats pels seus propietaris, 17 estaven llogats i ocupats pels llogaters i 1 estava cedit a títol gratuït; 4 tenien una cambra, 6 en tenien dues, 11 en tenien tres, 21 en tenien quatre i 52 en tenien cinc o més. 58 habitatges disposaven pel capbaix d'una plaça de pàrquing. A 38 habitatges hi havia un automòbil i a 47 n'hi havia dos o més.

### Piràmide de població
La piràmide de població per edats i sexe el 2009 era:
| Homes | Edats   | Dones |
| ----- | ------- | ----- |
| 0     | 95 o +  | 0     |
| 0     | 90 a 94 | 0     |
| 0     | 85 a 89 | 0     |
| 0     | 80 a 84 | 0     |
| 8     | 75 a 79 | 4     |
| 4     | 70 a 74 | 12    |
| 4     | 65 a 69 | 0     |
| 0     | 60 a 64 | 4     |
| 4     | 55 a 59 | 4     |
| 4     | 50 a 54 | 8     |
| 12    | 45 a 49 | 8     |
| 12    | 40 a 44 | 16    |
| 12    | 35 a 39 | 8     |
| 8     | 30 a 34 | 8     |
| 4     | 25 a 29 | 16    |
| 8     | 20 a 24 | 12    |
| 4     | 15 a 19 | 4     |
| 12    | 10 a 14 | 0     |
| 12    | 5 a 9   | 8     |
| 4     | 0 a 4   | 12    |

## Economia
El 2007 la població en edat de treballar era de 199 persones, 107 eren actives i 92 eren inactives. De les 107 persones actives 97 estaven ocupades (56 homes i 41 dones) i 10 estaven aturades (2 homes i 8 dones). De les 92 persones inactives 18 estaven jubilades, 52 estaven estudiant i 22 estaven classificades com a «altres inactius».

### Ingressos
El 2009 a Omonville hi havia 91 unitats fiscals que integraven 239,5 persones, la mediana anual d'ingressos fiscals per persona era de 17.637 €.

### Activitats econòmiques
Dels 3 establiments que hi havia el 2007, 1 era d'una empresa extractiva, 1 d'una empresa de construcció i 1 d'una empresa de comerç i reparació d'automòbils.
L'únic servei als particulars que hi havia el 2009 era una lampisteria.
L'any 2000 a Omonville hi havia 6 explotacions agrícoles.

## Equipaments sanitaris i escolars
El 2009 hi havia una escola maternal integrada dins d'un grup escolar amb les comunes properes formant una escola dispersa.

## Poblacions més properes
El següent diagrama mostra les poblacions més properes.